# Natalia Diómkina
Natalya Nikolayevna Demkina (en ruso: Наталья Николаевна  Демкина; nacida en la ciudad de Saransk, en 1987), también conocida por el seudónimo hipocorístico Natalia Diómkina (en inglés: Natasha Demkina), es una mujer rusa que afirma tener una visión similar a la de los rayos X. Sus primeras «inspecciones» fueron a los diez años de edad, a los habitantes de Mordovia, para saber cuáles de sus órganos sufrían enfermedades.
En el 2004, apareció en programas de televisión en el Reino Unido, Japón y la cadena Discovery Channel. En ese mismo año, ingresó como estudiante a tiempo completo en la Semashko State Stomatological University, en Moscú. Desde enero de 2006, trabajó para su propio centro de diagnósticos especiales (Special Diagnostics Center of Natalya Demkina, TSSD), cuyo objetivo es la investigación y tratamiento de enfermedades junto a curanderos y expertos en medicina tradicional.

## Historia
De acuerdo a su madre, Tatyana Vladimovna, a los diez años, Demkina ya aprendía a dominar su estilo de vida como su educación. De repente, ella manifestó algunos inconvenientes de visión. Al principio se creía que era capaz de distinguir partes internas  y elementos extraños en el cuerpo humano.

"I was at home with my mother and suddenly I had a vision. I could see inside my mother's body and I started telling her about the organs I could see. Now, I have to switch from my regular vision to what I call medical vision. For a fraction of a second, I see a colorful picture inside the person and then I start to analyze it."
Traducción: "Yo estaba en casa con mi madre y de repente tuve una visión. Pude ver el interior del cuerpo de mi madre y empecé a hablarle de los órganos que pude ver. Ahora, tengo que pasar de mi visión regular a lo que yo llamo la visión médica. Por una fracción de segundo, veo una imagen de colores dentro de la persona y luego me pongo a analizarlo".
Declaraciones de Demkina al diario The Guardian.

Después de describir los órganos internos de su madre obtenidos por su visión, la experiencia de Demkina comenzó a extenderse a toda la población local y sirvió como sustento económico para las consultas médicas. Su historia fue recogida por un periódico local en la primavera de 2003 y una cadena de televisión en noviembre del mismo año. Más adelante una cadena inglesa de prensa amarilla la invitó a dar manifestaciones en Londres y después a varios grupos en Nueva York y Tokio.

### Rusia
Con la difusión de la historia de Demkina, los médicos del hospital infantil en su ciudad natal la invitaron a realizar pruebas sobre su habilidad. Entre ellas, se reportaba una úlcera dentro del estómago del médico y un quiste de una paciente con cáncer.

### Reino Unido
En enero de 2004, el periódico británico The Sun informó que Demkina había llegado a Inglaterra. Allí dio una serie de conferencias e investigaciones al nivel de un médico aficionado. Un documental de Discovery Channel sobre ella describe cómo ha identificado con éxito todas las fracturas y patillas de metal en una mujer que sufrió un accidente de coche. Junto a un reportaje del diario The Guardian, el público del programa matutino This Morning se había impresionado de una fractura mostrada por un invitado en una entrevista.
Al tener un buen acierto de sus demostraciones, las cosas no salieron bien en otros lugares. Se supo que en una secuencia televisiva del Dr. Christopher Steele, la chica mencionó que los pacientes sufrían de una serie de condiciones médicas: cálculos renales, enfermedad de la vesícula biliar, e hinchazones del hígado y páncreas. Más tarde, la evaluación médica determinó que era un falso positivo y que los pacientes no sufrían ninguna de las mencionadas enfermedades.

### Nueva York
En mayo de 2004 Natalia viajó a Nueva York, cortesía de Discovery Channel, para la publicación del documental The Girl with X-Ray Eyes (en español Ojo clínico), para retar su talento frente al CSICOP bajo ciertas condiciones.
Como parte demostrativa para el documental, Demkina diagnosticó, con la ayuda de una gorra protectora, gente que había recurrido anteriormente a un análisis sobre su condición médica. La mayoría de los personas que recibieron estas "lecturas médicas" tuvieron gran aceptación sobre la precisión que visualizó Demkina. Los investigadores, sin embargo, obtuvieron lo contrario. El escéptico de CSICOP Richard Wiseman dijo: 

"When I saw her do her usual readings, I couldn't believe the discrepancy between what I was hearing and how impressed the individuals were... I thought they were going to walk away saying it was embarrassing, but time and again, they said it was amazing. Before each reading, I asked the people what was the main medical problem and Natasha never got one of those right".
Traducción: "Cuando la vi hacer sus reconocimientos habituales, no podía creer la discrepancia entre lo que estaba escuchando y lo impresionados que se sentían los individuos... Pensé que iban a salir diciendo que era vergonzoso, pero una y otra vez, dijeron que fue increíble. Antes de cada reconocimiento, le pregunté a la gente cual era su principal problema de salud y Natasha no acertó ni una sola vez".

 Wiseman comparó la recepción de las personas que habían confiado en Demkina con los adivinos. Además dijo que la gente sólo piensa en los buenos comentarios que Demkina pudo hacer.
Después, los investigadores de la polémica CSI Ray Hyman y Wiseman, y Andrew Skolnick de la desaparecida Comisión de Ciencia de la Medicina y Salud Mental (CSMMH) llevaron a cabo otra prueba contra Demkina. En la prueba, se pidió que Demkina acertara con exactitud seis anomalías en siete sujetos voluntarios. Se etiquetaron a seis personas que sufrían dicho problema a causa de una cirugía y una que estaba en condiciones normales. Los investigadores señalaron que, debido a la limitación en el tiempo y los recursos, la prueba preliminar  fue diseñada para verificar sus capacidades. Los investigadores explicaron que, si bien la evidencia fue poco prevista pueda ser tomada de interés científico, serían inútiles para realizar consultas médicas. Además, los investigadores mencionaron que la influencia de las observaciones paranormales se pudieran descartar en condiciones laxas de la prueba. Demkina y los investigadores habían acordado que, para aumentar la calidad de la investigación, se necesitó una nueva prueba para comprobar al menos cinco de los siete pacientes. En la prueba de 4 horas de duración, Demkina solo acertó las enfermedades de los cuatro voluntarios. Los investigadores concluyeron que poco tendría sentido seguir buscando evidencias en estudios posteriores.
Posteriormente, la falta de validez entre sus pruebas y los análisis de la chica generó controversiaas entre escépticos extremistas y defensores.

### Tokio
Después de su visita en Nueva York, Demkina viajó a la Universidad Tecnológica de Tokio (東京電機大学 Tōkyō denki daigaku?) en Japón, invitada por el profesor Yoshio Machi, que compartía los mismos intereses en la investigación, y mostró el reporte en su blog personal.
Debido a la inexactitud de los anteriores análisis en Londres y Nueva York, Demkina estableció medidas drástricas, como la certificación médica para validar su estado físico y el diagnóstico de una parte específica del cuerpo –cabeza, tronco o extremidades– previo aviso.
En el blog de Demkina, afirma que fue capaz de ver en un paciente su prótesis de rodilla; otro, con una deformidad en sus órganos internos; y el tercero, un desbalance de la columna vertebral. Además, se cree que dectectó las primeras etapas del embarazo en una paciente.
Tiempo después, Machi visitó junto a Natalia a una clínica veterinaria para revisar inconvenientes en canes, uno de ellos con un dispositivo artificial que llevaba en su pierna derecha cuando miraba una de sus patas.
Al igual que con la prueba realizada en el Reino Unido, las pruebas de Tokio estaban sujetos a una revisión no independiente.

## Críticas y controversia

### Comentario personal en Estados Unidos
Después de culminar los experimentos realizados en Nueva York, Demkina denunció a la CSI sobre las malas condiciones y la parcialidad de los resultados. Ella argumentó que había necesitado más tiempo para ver una placa de metal en el cráneo de un sujeto, que las cicatrices quirúrgicas interfería con su capacidad de ver el esófago, y que se había diagnosticado con dificultad a dos pacientes que se habían sometido a procedimiento abdominal.
Otra crítica a nivel personal, fue la poca seguridad que tomó a uno de los voluntarios que se les había extirpado el apéndice, pues, según ella, los apéndices si podrían reaparecer. Asumió que su propio diagnóstico no pudo ser comparado el de un médico independiente, a consecuencia de la poca transparencia y autenticidad del diagnóstico, y que obtendría una reputación en su contra. Como resultado de esta denuncia, todos los voluntarios de la Universidad Tecnológica de Tokio tuvieron que ser demostrados con certificados médicos antes del diagnóstico.
En respuesta a estos reclamos, CSI respondió: Indicó que Demkina pudo haber sido capaz de encontrar la placa con solo haber visto la silueta debajo del cuero cabelludo del sujeto; otra, negó la presencia de tejido cicatricial en la garganta de un paciente, ya no alteraba la naturaleza del esófago. Además, señalaron que clínicamente es imposible ver un apéndice crecer de manera espontánea.

### Comentarios de Brian Josephson
En un comentario publicado por él mismo acerca de las pruebas realizadas del Comité para la Investigación Escéptica y CSMMH; Brian Josephson, Premio Nobel de Física y director del proyecto de unificación mente-materia de la Universidad de Cambridge, comprobó los resultados utilizados por Hyman y criticó de una supuesta conspiración. Según el físico, "la calidad del experimento sospechaba de un complot para desacreditar a la adolescente".
También afirma que los resultados son "inconclusos". Josephson argumentó que las probabilidades de que Demkina acertara cuatro de siete intentos eran un 2%, haciendo estadísticamente significativo. También argumentó que Hyman utilizaba el factor de Bayes, que fue un motivo injustificable, generando un mayor riesgo de que el experimento no tuviera una correlación adecuada.
Hyman respondió que la exigencia de los ensayos sobre afirmaciones paranormales requerían pruebas extraordinarias,
y que el factor de Bayes era necesario en el estudio para asegurar que Demkina no adivinó a ciegas, sino que "había un gran cantidad de pistas extrasensoriales en frío que ayudó a incrementar las posibilidades de acierto".
Los factores de Bayes era una manera de utilizar para complementar las variables que no se puede calcular a través de las estadísticas tradicionales; en este caso, la posibilidad originada por la mayor cantidad de características de un solo intento hizo que Demkina obtuviera información de un paciente.
El factor de Bayes fue utilizado por Hyman con el apoyo de los profesores Persi Diaconis y Susan Holmes del Departamento de Estadística de la Universidad de Stanford.